# Parasemionotidae
Die Parasemionotidae (Gr.: παρά, „para“ = neben, + Semionotidae) sind eine Familie ausgestorbener, urtümlicher Knochenfische. Über ein Dutzend Gattungen aus dem unteren und mittleren Trias ist bekannt. Fossilien aus marinen Ablagerungen wurden vor allem in Ostgrönland und Madagaskar gefunden. 

## Merkmale
Die Parasemionotidae sind weiter entwickelt als die Knorpelganoiden (Chondrostei), im Vergleich zu anderen Neuflossern (Neopterygii) aber ursprünglich.
Ein gemeinsames Merkmal ist das ovale Präoperculum (Vorkiemendeckel), das oft ventral eingebuchtet ist. Die Maxillare ist am hinteren Rand konkav eingebuchtet. Ihre Zähne sind hinten fein und vorn dicker. Die Schwanzflosse wird von 22 bis 25 Hauptflossenstrahlen gestützt.
Da die Wangenregion der Parasemionotidae völlig unterschiedlich verknöchert ist, handelt es sich bei ihnen eventuell um eine Ansammlung nicht näher verwandter Formen, die nur auf der gleichen Entwicklungsstufe stehen. Unter ihnen könnten die Vorfahren der Pholidophoriformes und der Amiiformes zu finden sein.

## Äußere Systematik
Die Parasemionotidae sind die einzige Familie der Ordnung Parasemionotiformes.

## Gattungen

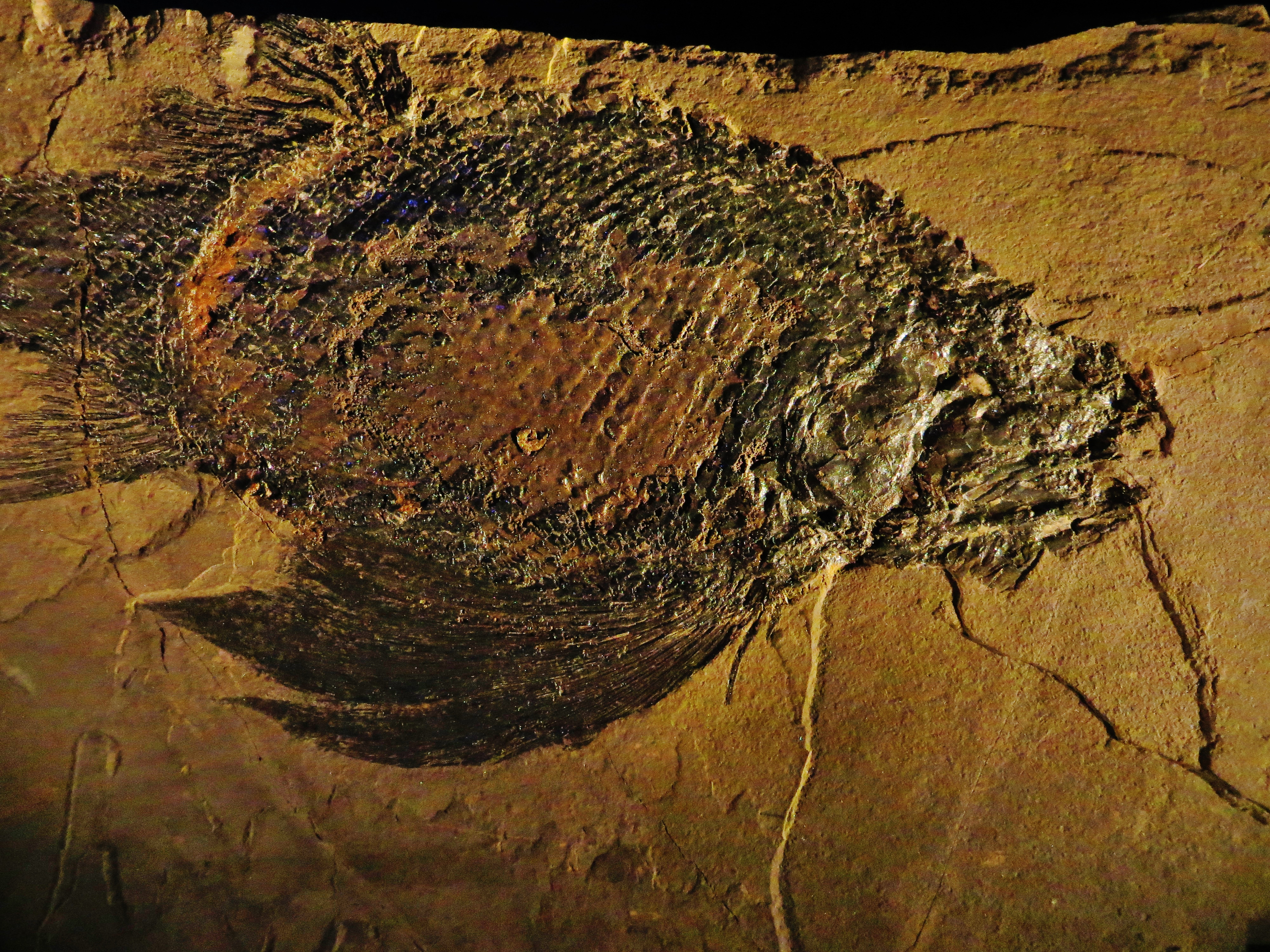
Albertonia cupidinia

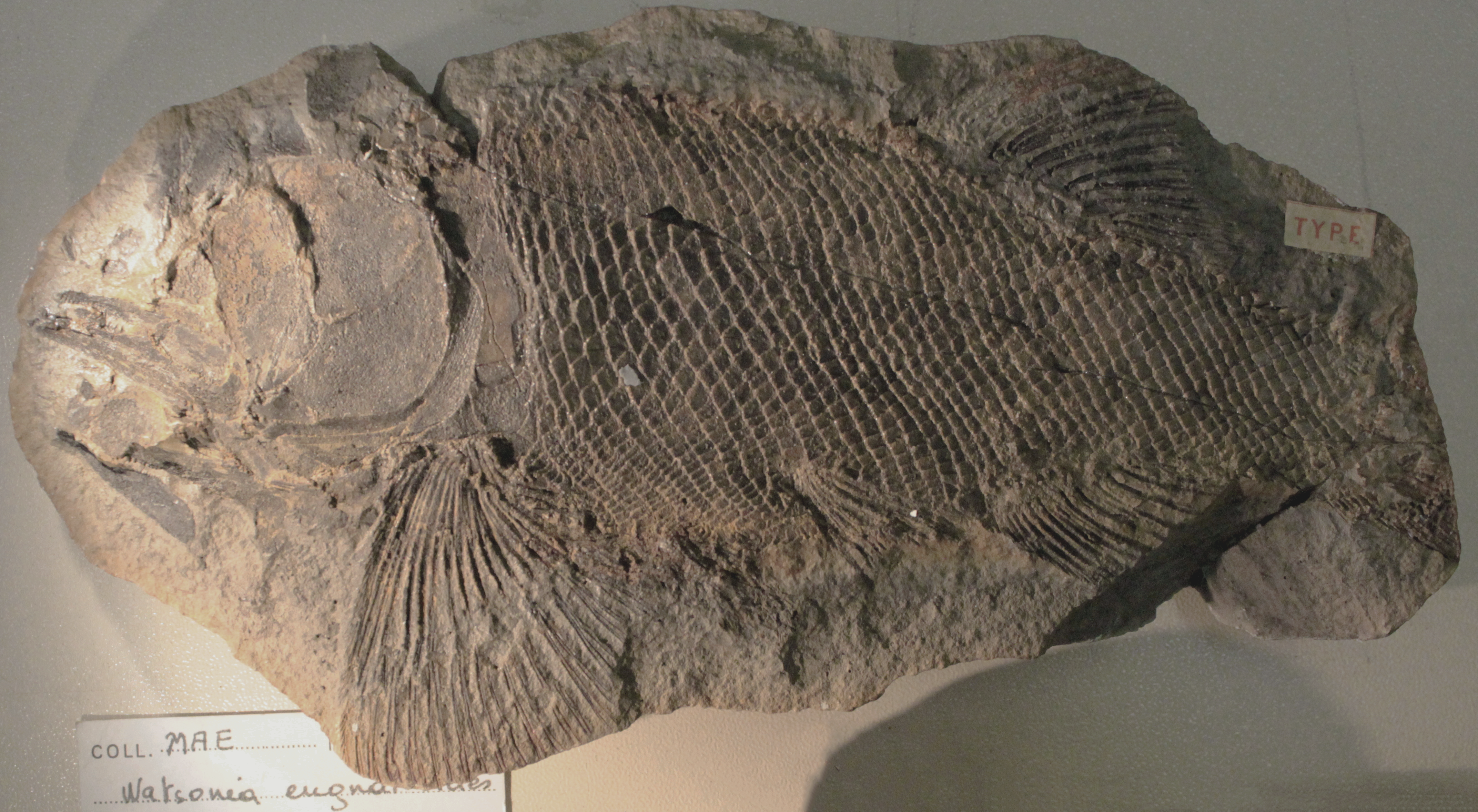
Watsonulus eugnathoides

- Albertonia
- Broughia
- Candelarialepis
- Devillersia
- Icarealcyon
- Jacobulus
- Jurongia
- Lehmanotus
- Ospia
- Parasemionotus
- Piveteaunotus
- Promecosomina?
- Qingshania
- Stensionotus
- Suius
- Thomasinotus
- Watsonulus